# Massa (Volk)
Die Massa, auch Masa, sind ein Volk, das im Tschad und im Kamerun lebt.
Die Masa sind eine Volksgruppe sudanesischer Herkunft, die vor allem vom Fischfang entlang des Grenzflusses Logone zwischen dem Tschad und Kamerun lebt. Ihre Sprache ist das Massa.
Sie haben als traditionelle Religion einen monotheistischen Gott, den obersten Schöpfer Lawna. Durch die Missionierung während der deutschen Kolonialzeit gibt es auch Christen (Katholiken, Protestanten) unter den Massa. In letzter Zeit breitet sich zunehmend der sunnitische Islam aus.